# 罗伯特·E·波拉克
罗伯特·E·波拉克（英語：Robert Elliot Pollack，1940年9月2日—）是一位美国生物学家，曾在冷泉港实验室研究过癌细胞逆转，主要作品有《圖說物競天擇與自然演化歷程》（The Course of Nature: A Book of Drawings on Natural Selection and Its Consequences，与Amy Pollack合著）等。